# Dasyatis longicauda
Dasyatis longicauda (лат.) — недавно описанный вид рода хвостоколов из семейства хвостоко́ловых отряда хвостоколообразных надотряда скатов. Они обитают в водах, омывающих восточную часть Индонезийского архипелага. Максимальная зарегистрированная ширина диска 16,2 см. Грудные плавники этих скатов срастаются с головой, образуя ромбовидный диск, ширина которого примерно равна длине. Рыло заострённое. Хвост длиннее диска. Окраска дорсальной поверхности диска ровного красновато-коричневого цвета.

## Таксономия и филогенез
Впервые Dasyatis longicauda был научно описан в 2013 году. Голотип представляет собой неполовозрелого самца с диском шириной 16,2 см, пойманного у берегов Мерауке, Новая Гвинея, на глубине 0,5 м (08°31′ ю. ш. 140°22′ в. д.). Паратипы: неполовозрелые самки с диском шириной 10,8—13,3 см и неполовозрелые самцы с диском шириной 9,1—14,3 см, обнаруженные на берегу там же. Видовой эпитет происходит от слов лат. long — «длинный» и лат. cauda — «хвост».

## Описание
Грудные плавники этих скатов срастаются с головой, образуя округлый плоский диск, ширина которого составляет 1—1,1 длины. Рыло слегка заострённое, выступает за края диска и образует угол 113—117 °. Его длина в 1,7—2,1 превышает расстояние между глазами. Расстояние от кончика рыла до рта равно 2,1—2,3 ширины рта. Расстояние между ноздрями равно 1,7—2 дистанции от кончика рыла до ноздрей. Позади глаз имеются брызгальца. На вентральной поверхности диска расположены 5 жаберных щелей, рот и ноздри. Между ноздрями пролегает лоскут кожи с бахромчатым нижним краем. Рот изогнут в виде дуги. Зубы выстроены в шахматном порядке и образуют плоскую поверхность. Во рту имеются 33 верхних и 38 нижних зубных рядов. Задние края брюшных плавников почти прямые. Хвост в виде кнута в 2,3—2,9 раз длиннее диска. Вдоль позвоночника от «затылка» до шипа пролегает неравномерный ряд ланцетовидных или копьевидных колючек. Как и у других хвостоколов на дорсальной поверхности в центральной части хвостового стебля расположен зазубренный шип, соединённый протоками с ядовитой железой. Периодически шип обламывается и на его месте вырастает новый. Позади шипа на хвостовом стебле вентрально расположена удлинённая и низкая складка кожи. Дорсальная складка отсутствует или очень короткая. Количество лучей грудных плавников составляет 103—108. Общее количество позвонков 114—120. Окраска дорсальной поверхности диска ровного красновато-коричневого цвета. Максимальная зарегистрированная ширина диска 16,2 см.

## Взаимодействие с человеком
Международный союз охраны природы пока не оценил статус сохранности этого вида.